# Jerusalem (Steve Earle)
Jerusalem è il decimo album in studio del cantautore statunitense Steve Earle, pubblicato nel 2002.

## Tracce
Testi e musiche di Steve Earle.
1. Ashes to Ashes – 4:02
2. Amerika V. 6.0 (The Best We Can Do) – 4:19
3. Conspiracy Theory – 4:14 (duetto con Siobhan Kennedy)
4. John Walker's Blues – 3:41
5. The Kind – 2:04
6. What's A Simple Man To Do? – 2:29
7. The Truth – 2:21
8. Go Amanda – 3:34 (Earle, Sheryl Crow)
9. I Remember You – 2:53 (duetto con Emmylou Harris)
10. Shadowland – 2:52
11. Jerusalem – 3:56